# Automolis xanthippa
Automolis xanthippa là một loài bướm đêm thuộc phân họ Arctiinae, họ Erebidae.